# Lighthouse (band)
Lighthouse is een Canadese rockband, die werd opgericht in Toronto in 1968.

## Geschiedenis
Lighthouse werd opgericht door Skip Prokop (drums, zang) en Paul Hoffert (keyboards). De bedoeling was een rockorkest bestaande uit drie secties: een rock-ritme-, een jazzblazers- en een klassieke strijkerssectie. De oorspronkelijke formatie had dertien leden.
Het eerste optreden van de band vond plaats in mei 1969 in Toronto. In hun eerste jaar speelden ze onder andere in Carnegie Hall, Fillmore East, Fillmore West, op het Atlantic City Pop Festival en het Monterey- en het Newport Jazz Festival. In 1970 speelden ze op het Strawberry Fields Festival en het Isle of Wight Festival.
Hun beide eerste albums Lighthouse en Suite Feeling, werden in 1969 uitgebracht bij RCA Records. Na het derde album Peacing It All Together (1970) stapte de band over naar GRT Records. Met enkele ledenwisselingen brachten ze in 1971 de twee albums One Fine Morning en Thoughts of Movin' On op de markt, die allebei in Canada de goudstatus kregen. RCA profiteerde van het succes en bracht het Best-Of-album One Fine Light uit dat gebaseerd was op de eerste drie albums.
Lighthouse was driehonderd dagen per jaar op tournee. Voorts was het de eerste rockband die optrad met symfonieorkesten, waaronder de Royal Winnipeg Ballet Company. Het project dat in Canada op tournee ging, heette Ballet High.
Lighthouse Live! werd in februari 1972 opgenomen in Carnegie Hall. Het was het eerste Canadese album, dat de platinastatus bereikte. Met het opvolgende studioalbum Sunny Days kregen ze weer goud. Hoffert verliet de band in 1973, maar bleef wel haar producent. Na het album Good Day in het daaropvolgende jaar ging ook Prokop weg. De band bleef nog enige tijd samen, maar werd dan in 1976 ontbonden.
In september 1982 kwam er een hereniging voor vier concerten in Ontario. In 1989 verscheen bij Denon Records The Best of Lighthouse – Sunny Days Again. Sinds 1992 treedt Lighthouse weer op. In 1995 kwam het album Song of the Ages uit bij Breaking Records. De single Remember the Times werd een top 30-hit in Canada.

## Discografie

### Singles
- 1969: If There Ever Was a Time
- 1969: Could You Be Concerned?
- 1969: Feel So Good
- 1970: The Chant
- 1971: Hats Off (To the Stranger)
- 1971: One Fine Morning
- 1971: Take It Slow (Out in the Country)
- 1972: I Just Wanna Be Your Friend
- 1972: Sunny Days
- 1973: You Girl
- 1973: Broken Guitar Blues
- 1973: Pretty Lady
- 1973: Can You Feel It?
- 1973: Magic’s in the Dancing
- 1974: Good Day

### Albums
- 1969: Lighthouse
- 1969: Suite Feeling
- 1970: Peacing It All Together
- 1971: One Fine Morning
- 1971: Thoughts of Movin’ On
- 1971: One Fine Light
- 1972: Lighthouse Live!
- 1972: Sunny Days
- 1973: Can You Feel It
- 1974: Good Day
- 1979: Best of Lighthouse
- 1989: The Best of Lighthouse – Sunny Days Again
- 1995: Song of the Ages
- 2009: 40 Years of Sunny Days
- 2010: Best of Lighthouse – 20th Century Masters